# Байхао Іньчжень
Байхао Іньчжень (спрощ.: 白毫银针; кит. трад.: 白毫銀針; піньїнь: báiháo yínzhēn; «Срібні голки з білим ворсом») — сорт білого чаю, який вирощують у китайській провінції Фуцзянь. Це рідкісний і дорогий чай, дуже цінується в середовищі китайських любителів за свою освіжаючу дію. Байхао Іньчжень входить в число Десяти знаменитих чаїв Китаю.

## Історія
Вже за часів династії Сун про білий чай згадувалося в трактаті «Дагуань чалунь» («Загальні роздуми про чай»), що написаний імператором Хуей-цзун, який правив з 1100 по 1125 рік, великим любителем чаю. Проте в книзі йдеться про інший сорт білого чаю. Насправді Байхао Іньчжень з'явився у період династії Цін (1644—1911); вперше зібраний у 1796 році. Довгий час він був заборонений до вивезення з Китаю. У Європі про це чай дізналися тільки завдяки контрабандистам.

## Характеристика
Його основна відмінність від інших сортів білого чаю в тому, що сировиною для Байхао Іньчжень служать тільки спеціально відібрані тіпси (бруньки на кінці гілочки), а інші білі чаї робляться з тіпсів з 2-3 листочками. Тіпси чаю Байхао Іньчжень щільні, витягнутої форми і покриті безліччю дрібних сріблястих ворсинок. При заварюванні тіпси стають жовто-зеленого кольору, приймають вертикальне положення і повільно опускаються на дно склянки. Байхао Іньчжень володіє солодким ароматом і смаком з коротким і трохи гіркуватим присмаком, заварка жовтого кольору, прозора і яскрава.

## Вирощування та обробка
Чай вирощують на плато, що розташоване на висоті понад 2000 метрів над рівнем моря, в повіті Фудін у північній частині китайської провінції Фуцзянь.
Завдяки перепадам денних і нічних температур в місцевості зростання, даний сорт набуває свої виключні властивості. Денна спека допомагає вироблятися незамінним амінокислотам, а нічний холод «консервує» їх усередині листа.
Для чаю беруть тільки нерозкриті бруньки, вкриті рясним пухом. Колір — сріблясто-білий. Своє ім'я чай отримав через форму і колір схожих на голочки бруньок.
Збір проводиться тільки вручну і тільки навесні, протягом дуже короткого періоду часу. Щойно зібране листя просто сушиться, не проходячи процесу теплової обробки, тому воно зберігає найтонший аромат і смак чайного листа.

## Спосіб заварювання
Для заварювання чаю Байхао Іньчжень найкраще використовувати воду 75-80 ℃, час заварювання — 10 с, час настоювання — до 5 хв. Заварюють у гайвані або в скляному стакані.

## Використання у народній медицині
Байхао Іньчжень має жарознижувальні властивості, а також використовується в традиційній китайській медицині для зменшення «внутрішнього вогню» в організмі людини. Даний чай також сприятливо впливає на шлунок. Відомо також, що Байхао Іньчжень застосовують при лікуванні шкірних висипань і почервонінь. Як і багато інших чаї, Байхао Іньчжень є хорошим антиоксидантом і є сечогінним засобом.